# Secreto bancario
El secreto bancario es la obligación impuesta a los bancos de no revelar a terceros, sin causa justificada los datos referentes a sus clientes que llegan a su conocimiento como consecuencia de las relaciones jurídicas que lo vinculan.
Este secreto profesional varía según el país donde se ubiquen las entidades de crédito, ya que en algunos países existe la posibilidad de romper el secreto bancario por determinados delitos, mientras que en otros, es posible que se exijan requerimientos fiscales para acceder a la información.

## Concepto
El secreto bancario consiste en la protección que los bancos e instituciones financieras deben otorgar a la información relativa a los depósitos y captaciones de cualquier naturaleza, que reciban de sus clientes. Se entiende que esta información es parte de la privacidad de los clientes del sistema financiero. Entre otras razones este secreto se protege porque, si no existiera esta norma, cualquier persona podría solicitar en un banco, por ejemplo, información sobre los movimientos de las cuentas de otra persona. Sin embargo, dependiendo del país o reino, las respectivas constituciones o decretos reales indican las normativas legales a fin de combatir los diferentes hechos ilícitos bajo los cuales se amparan para delinquir tanto empresas como personas, e incluso otros gobiernos.
Excepciones al secreto bancario
A pesar de que las leyes obligan a que las entidades bancarias deban respetar el denominado secreto bancario, existen algunas excepciones. Por ejemplo, cuando las instituciones tributarias requieren explícitamente la información de un contribuyente o cuando hay un mandato judicial de obligado cumplimiento el cual tiene el propósito de realizar alguna pesquisa criminal.
El problema del secreto bancario
Las leyes que protegen la privacidad y el secreto bancario tienen un inconveniente: se dificulta el control fiscal del dinero y, por lo tanto, se trata de una barrera que permite la evasión de capitales y el correspondiente fraude a la hacienda pública. Debido a ello, hay algunos analistas que proponen la abolición del secreto bancario tal y como existe en la actualidad.
Una variante de la misma idea consistiría no en la abolición total del secreto bancario sino en la posibilidad de acceder a la información de las cuentas bancarias con el fin de establecer un control fiscal más eficaz por parte de la administración. Como es lógico, quienes defienden la legitimidad del secreto bancario sostienen que el acceso a la información financiera equivale a la vulneración de las leyes que protegen el secreto bancario.
Algunos gobiernos consideran el secreto bancario como uno de los instrumentos principales del mercado negro y del crimen organizado. En cambio, otros gobiernos lo equiparan al secreto médico, e instan al Estado a respetar absolutamente esa esfera privada.
Los "Papeles de Panamá" y la fragilidad del secreto bancario
El debate sobre el secreto bancario tiene un carácter global y prueba de ello es el escándalo de los " Papeles de Panamá" aparecido en marzo de 2016. La revelación de datos sobre las actividades financieras que afectan a particulares y a empresas ha puesto sobre la mesa la complejidad del secreto bancario y la fragilidad del mismo, pues en la actualidad hay medios tecnológicos y expertos informáticos (los famosos hackers) que pueden debilitar y cuestionar la protección del secreto bancario.
Sujetos del Secreto Bancario
Con relación a la obligación de preservar la información en secreto, encontramos el derecho correlativo de solicitar dicha información, para lo cual es menester llegar a establecer con precisión quienes son los sujetos de la obligación de observar el secreto y recíprocamente, del derecho a exigir cumplimiento, que por una parte está el cliente, sujeto activo y titular del derecho a exigir reserva, y por otro el banco, sujeto pasivo obligado a guardar estos secretos, y además, cada vez más con mayor frecuencia un tercero, sea la Administración o los Tribunales, que viene a tomar un entramado complejo de la relación previa.
Bien Jurídico Protegido por el Secreto Bancario
Primero es importante definir que es bien jurídico, por lo tanto el bien Jurídico es el interés jurídicamente protegido. No es un bien del derecho un bien de los hombres reconocido  y protegido por el derecho. En suma cuando el interés humano se ve recogido y sometido a regulaciones por el derecho, se transforma en un bien jurídico.
En el secreto bancario aparecen dos intereses perfectamente definidos:
·        El interés privado representado por lo que pretenden los clientes, así como por lo que pretenden las instituciones financieras.
·        El interés público representado por lo que pretende el Estado
En virtud de estos dos intereses, se puede manifestar que la razón de ser es la: seguridad. Para entender mejor el secreto bancario, es necesario indicar que a través de la seguridad se pretende brindar tranquilidad al cliente, mismo que obtiene que su vida económica se desarrolle con discreción, y las instituciones financieras puedan llegar a dar tal seguridad patrimonial; y al mismo momento el Estado anhela el cumplimiento de estos elementos. Para esto el patrimonio debe entenderse en sentido amplio.
Además, la situación de seguridad patrimonial protegida por el secreto bancario debe ser justa. Partiendo de esto, el secreto bancario no es absoluto y admite excepciones, situaciones en las cuales puede ser devaluado.
En conclusión, el bien jurídico protegido que tutela el secreto bancario es la justa seguridad patrimonial.

## Limitaciones
En los últimos tiempos algunos países han considerado el secreto bancario como una herramienta para el blanqueo de capitales y el fraude fiscal que permite que capitales obtenidos de forma ilícita se introduzcan en el sistema financiero. Estos, además de reducir el dinero recaudado por impuestos, ha sido utilizado para financiar actividades terroristas. Debido a ello se han desarrollado distintas leyes y acuerdos entre países que limitan el secreto bancario y obligan a entidades bancarias a proporcionar cierto tipo de información a los distintos gobiernos:
- Informe de Actividad Sospechosa. Muchos países han desarrollado normativa para que cuando las instituciones financieras detectan transacciones sospechosas de conductas delictivas se obliga a informarlas a la Unidad de Inteligencia Financiera nacional correspondiente.[3] Para ello presenta un Informe de Actividad Sospechosa o SAR (del inglés Suspicious Activity Report), un documento que cumple las regulaciones correspondientes.[3] Además existen acuerdos entre Unidades de inteligencia financiera que permiten el intercambio de información.
- FATCA. La Ley de Cumplimiento Fiscal de Cuentas Extranjeras o FATCA (del inglés Foreign Account Tax Compliance Act), aprobada por EE. UU. en 2010 y que entró en vigencia desde el año 2013,[4] exige a las instituciones financieras extranjeras que remitan a las autoridades fiscales estadounidenses información sobre aquellos de sus ciudadanos que posean cuentas en dichas entidades.[5] De esta forma EE.UU intenta evitar la evasión fiscal de residentes norteamericanos mediante la identificación de los  que posean dinero o fondo depositados en instituciones financieras extranjeras.[4] Si la entidad financiera no imforma se expone a una retención automática del 30% en cualquier ingreso FDAP (fijo, determinable, anual, periódico) derivado de los EE. UU.[6] Dado que la mayoría de las instituciones financieras no tuvieron más remedio que estar de acuerdo, muchos países han optado por aplicar intergubernamentalmente FATCA y crearon acuerdos intergubernamentales (IGA) con los EE. UU. para aprobar una ley local que exige la recopilación e intercambio de datos solicitados por el IRS.[6][5] Los informes FATCA se realizan en formato XML en archivos firmados, cifrados y empaquetados.[6] Ni la ley FATCA ni las regulaciones derivadas de FATCA autorizan a un intercambio de información recíproco con autoridades fiscales extranjeras.[7] Los acuerdos intergubernamentales (IGA) que se firman son de dos tipos: IGA Modelo 1 (las Instituciones Financieras reportan a las autoridades tributarias locales, quienes envían la información a los sistemas del IRS) y IGA Modelo 2 (las instituciones financieras tratan directamente con el IRS para realizar informes y responder a consultas).[6][8][7] El espíritu original de tratados partían de que el gobierno estadounidense actuaría con reciprocidad, recopilando y compartiendo la información de aquellos ciudadanos de otros países que tienen activos financieros en Estados Unidos.[9] Sin embargo, el Congreso no llegó a autorizar este punto y, como resultado del bloqueo legislativo, el país norteamericano no ha cumplido con lo prometido al resto del mundo. Esto provoca asimetría de información ya que garantiza el secreto financiero en suelo americano al tiempo que termina con dicha privacidad en el resto del mundo.[9]
- UK CDOT. El régimen británico UK CDOT (del inglés United Kingdom, Crown Dependencies and Overseas Territories International Tax Compliance Regulations) se basa en la ley FATCA de Estados Unidos por lo que, también se conoce como FATCA de Reino Unido o UK FATCA.[10] Las instituciones financieras en las Dependencias Británicas de la Corona (Jersey, Guernsey y la Isla de Man) y los Territorios de Ultramar (Anguila, las Bermudas, las Islas Vírgenes Británicas, las Islas Caimán, Gibraltar, Montserrat y las Islas Turcas y Caicos) están obligadas a proporcionar información anual al Dpto de Ingresos y Aduanas de Su Majestad en el Reino Unido sobre los contribuyentes de Reino Unido que poseen cuentas financieras reportables en los países del CDOT anualmente.[10]
- CRS. El CRS es un acuerdo multilateral de más de 100 países que comenzó en 2017 para intercambiar información de participaciones financieras en poder de un ciudadano de otro país miembro de CRS.[6] El sistema CRS es un mecanismo multilateral, totalmente recíproco simétrico de intercambio automático de información.[7] Los informes de CRS ocurren anualmente bajo la ley local y son coordinados por la OCDE, con la fecha límite de intercambio final el 30 de septiembre de ese año.[6] Los informes de CRS se presentan a la autoridad fiscal local y cada país tiene sus propios requisitos y formatos específicos para entregar datos a la autoridad fiscal.[6] Una vez entregados, las autoridades fiscales participantes intercambian datos a través de un sistema patrocinado por la OCDE llamado Sistema de Transmisión Común.[6] Aunque Estados Unidos se colocó inicialmente entre los principales defensores del acuerdo, el tiempo ha dejado atrás este compromiso y, a la hora de la verdad, el gobierno estadounidense no ha firmado este tratado.[9]

Investigaciones recientes han indicado que el uso de centros financieros extraterritoriales ha sido preocupante debido a que los delincuentes se involucran con ellos. Se sostiene que el uso de estos centros financieros posibilitan las acciones de los delincuentes. Sin embargo, ha habido intentos por parte de instituciones globales de regular el lavado de dinero y las actividades ilegales.

## Filtraciones
El secreto bancario ha sido roto múltiples veces debido a la filtración de documentos. Estos documentos han sido filtrados por personas (filtrador) con relación con las distintas entidades que intervienen o por hackers que rompen la seguridad de dichas entidades.
Ha habido filtraciones con origen en el entorno de proveedores de servicios offshore, consultoras, bufetes y abogados relacionados (por ejemplo Panama Papers, Paradise Papers, Dubai Papers,Pandora Papers, Luanda Leaks, Football Leaks, Offshore Leaks, Mauritius Leaks y China Leaks
), en entidades estatales (por ejemplo FinCEN Files, Lux Leaks y Bahamas Leaks.
), o en los propios bancos (por ejemplo Lista Falciani, Rudolf Elmer y Swiss Leaks). 
Es habitual que las filtraciones se realicen a organizaciones, por ejemplo Wikileaks o el Consorcio Internacional de Periodistas de Investigación, o a medios de comunicación, que son luego las que hacen públicos los datos. Otras veces la filtración se realiza directamente a un estado interesado en los datos para reclamar posibles evasiones fiscales que, a cambio, les proporciona a los filtradores dinero o/y protección. A veces los documentos filtrados sirven para que las agencias tributarias puedan hacer reclamaciones Varios países protegen a los filtradores. En abril de 2019 la Unión Europea aprobó leyes para proteger a los filtradores que denuncian casos de corrupción.

## El secreto bancario en España
En España, el secreto bancario no estuvo propiamente regulado hasta la ley de 22 de noviembre de 2002, en la disposición adicional 17º, aunque antes de estar regulado se apoyaba este deber de secreto bancario en lo expuesto en el Art. 1248 del Código Civil, que quedó derogado por la Ley de enjuiciamiento civil (LO 1/2000 de 7 de enero).
En 2014 diferentes países acordaron un intercambio automático de información financiera y fiscal que impulsó la Organización para la Cooperación y el Desarrollo Económicos (OCDE), el cual es un protocolo obliga a partir de 2018 a intercambiar los datos bancarios con el centenar de países que lo han suscrito. A raíz de ello varios países fueron derogando el secreto bancario:
- Uruguay en 2017.[35]
- Guatemala en 2017.[36]
- Suiza en 2017.[37]
- Andorra en 2016.[38]
- Honduras en 2016.[39]

## El secreto bancario en Suiza
Desde 1934, por más de 80 años, Suiza ha gozado del secreto bancario que le ha permitido atraer y al mismo tiempo ocultar al fisco grandes patrimonios provenientes de diferentes partes del mundo y perteneciente a millonarios que querían mantener su anonimato. La fin del secreto bancario amenazará el 25% del patrimonio extranjero transferido en las cuentas bancarias suizas de más de 250 bancos. Este porcentaje demuestra también que los bancos suizos han sido hasta ahora líderes indiscutibles en la gestión de los patrimonios privados de extranjeros, que a finales de 2015 alcanzaba los 10 billones de dólares, y que no a caso Suiza ha sido siempre denominada como un paraíso fiscal.
En 2014 Suiza aceptó de seguir el proceso de intercambio automático de información financiera y fiscal impulsado por la Organización para la Cooperación y el Desarrollo Económico (OCDE) y que, desde 2018, obliga los cien países suscriptores a intercambiar datos bancarios. De todas formas, el intercambio de datos permanecerá confidencial y podrá utilizarse solamente con fines fiscales.
La presión que Estados Unidos han ejercido sobre los bancos suizos, que desde 2008 han rechazado la solicitud de entrega de los datos de clientes estadounidenses a las autoridades del país, es seguramente la razón por la cual Suiza se vio obligada a renunciar a su secreto bancario. En efecto, una vez que el Departamento de Justicia estadounidense denunció al banco suizo UBS y lo amenazó con retirarle la licencia en el país, Suiza no tuvo otra posibilidad que aceptar el nuevo acuerdo.